# Tristan Garel-Jones, Baron Garel-Jones

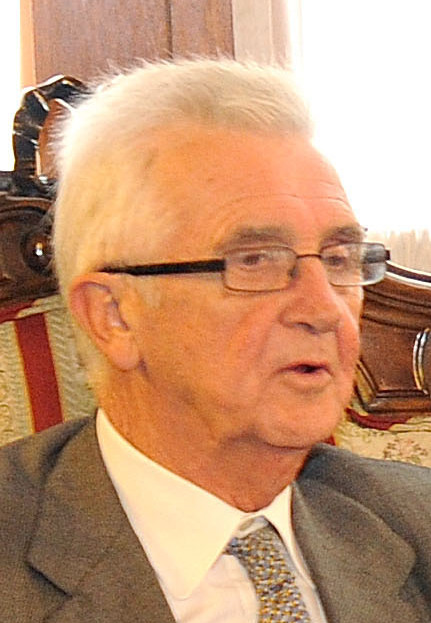
Tristan Garel-Jones, Baron Garel-Jones (2011)

William Armand Thomas Tristan Garel-Jones, Baron Garel-Jones, PC (* 28. Februar 1941 in Gorseinon, Wales; † 23. März 2020) war ein britischer Politiker. Als Mitglied der Conservative Party war er von 1979 bis 1997 Abgeordneter für den Wahlkreis Watford und wurde 1997 zum Life Peer erhoben.

## Familie und Titel
Garel-Jones wurde als Sohn von Bernard Garel-Jones und dessen Frau Meriel Williams geboren. Er war seit 1966 mit der aus Madrid stammenden Catalina Garrigues verheiratet und Vater von einer Tochter und vier Söhnen. Am 2. August 1997 wurde er als Baron Garel-Jones of Watford, of Watford in the County of Hertfordshire, in den Adelsstand erhoben.

## Ausbildung und politische Karriere
Seine Ausbildung erhielt Garel-Jones an der King's School in Canterbury und der Escuela Oficial de Idiomas in Madrid. Zwischen 1970 und 1974 arbeitete er als Bankier, bevor er sich der politischen Arbeit zuwendete. Zwischen 1974 und 1979 war er bei der Conservative Party angestellt, von 1978 bis 1979 als Assistent der Parteivorsitzenden Margaret Thatcher. Bei den Unterhauswahlen 1979 setzte sich Garel-Jones im Wahlkreis Waterford durch. Nach seinem Einzug in das Parlament war er Whip und Juniorminister im Außen- und Commonwealthministerium. Er war Vice-Chamberlain of the Household (1986–1988), Comptroller of the Household (1989–1990), Treasurer of the Household (1989–1990), Minister for Europe (1990–1993).
Garel-Jones war Unterstützer der British Humanist Association und Vizevorsitzender der All-Party Parliamentary Humanist Group.